# Toyotomi Hideyoshi
Toyotomi Hideyoshi  (豊臣 秀吉?) (Nakamura, 2 febbraio 1537 – Kyoto, 18 settembre 1598) fu un famoso samurai e daimyō (signore feudale) dell'era Sengoku (Sengoku-Jidai), fondatore del clan Toyotomi.
Toyotomi Hideyoshi è considerato il secondo dei tre "Grandi Unificatori". È famoso anche per la sua fallimentare operazione di conquista della Corea. Durante il suo periodo di attività iniziò molte modifiche culturali, tra cui la restrizione legale che permetteva ai soli membri della classe samurai di portare armi e impediva loro di esercitare attività agricole, il che portò a una rigida divisione sociale in caste che perdurò per 300 anni. Nella sua vita Hideyoshi fu conosciuto con altri due nomi: Kinoshita Tōkichirō (木下 藤吉郎) e Hashiba Hideyoshi (羽柴 秀吉).

## Biografia

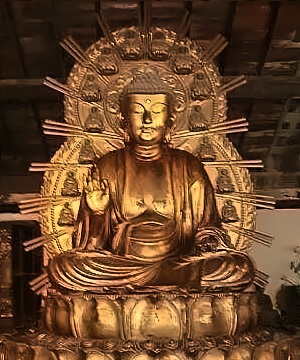
Replica del Grande Buddha di Kyoto, creato su commissione di Hideyoshi a dimostrazione del proprio potere.

### Gioventù
Si sa poco circa la vita di Toyotomi Hideyoshi prima del 1570, data in cui il suo nome comincia ad apparire in documenti e lettere arrivati fino ai giorni nostri. Nella sua autobiografia, narrazione della quale parte dal 1577, Hideyoshi racconta molto poco del suo passato. 
Secondo le tradizioni, Hideyoshi nacque il 2 febbraio 1537 a Nakamura, nella provincia di Owari (odierno quartiere di Nakamura, Nagoya). Era di umili origini, figlio di un ashigaru (contadini assoldati come fanteria dai samurai). Non aveva un nome di famiglia, e il suo vero nome sembra fosse Hyoshi-maru (日吉丸, Generosità Del Sole), nonostante ciò non sia fatto certo. Suo padre Yaemon morì nel 1543, quando Hideyoshi aveva appena 7 anni.
Secondo alcune fonti, essendo affetto da polidattilia, si tagliò da solo un pollice extra dalla mano destra.
Le leggende narrano che Hideyoshi venne inviato a studiare presso un tempio, ma lui rifiutò lo stile di vita sacerdotale e partì alla ricerca di avventure. Sotto il nome di Kinoshita Tōkichirō (木下 藤吉郎), unitosi al clan Imagawa come servitore di un nobile locale di nome Matsushita Yukitsuna (松下之綱), Hideyoshi viaggiò fino alle terre di Imagawa Yoshimoto, daimyō del clan di istanza nella provincia di Suruga. Vi servì per un po' di tempo, per poi fuggire con un po' di denaro affidatogli da Yukitsuna.

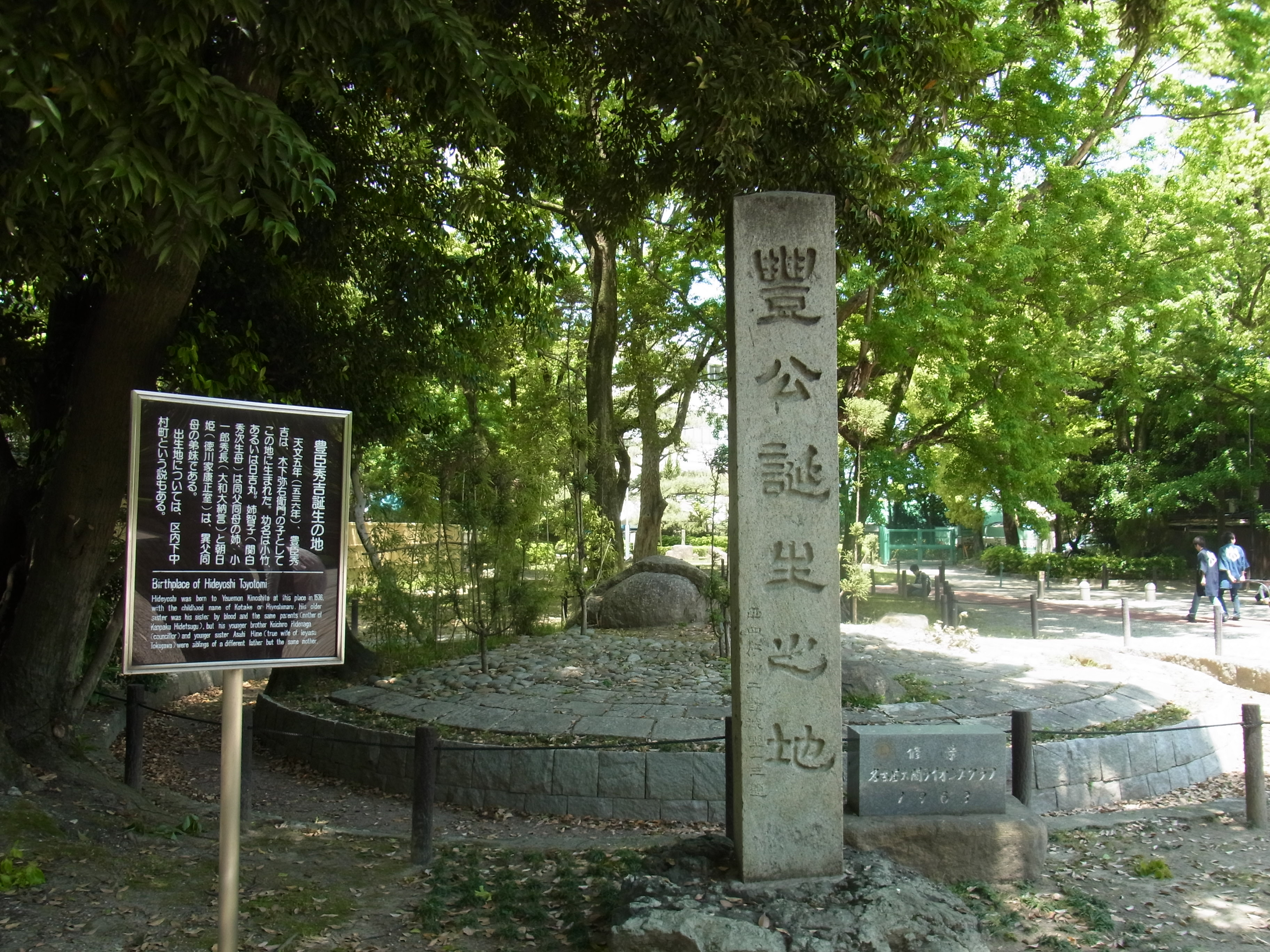
Nakamura park, luogo di nascita di Toyotomi Hideyoshi.

### Servizio sotto Nobunaga (1558-1582)
Eventi importanti: Battaglia di Okehazama, Assedio di Inabayama, Battaglia di Anegawa e Assedio di Nagashima.
Nel 1558 Hideyoshi divenne un ashigaru del potente clan Oda, regnante della sua provincia natale Owari, ora guidato da un ambizioso Oda Nobunaga. Ben presto divenne uno dei portatori di sandali di Nobunaga, una posizione relativamente elevata. Fu presente alla Battaglia di Okehazama nel 1560, dove Nobunaga uccise Imagawa Yoshimoto e divenne uno dei più potenti daimyō dell'era Sengoku. Stando ai suoi biografi, Hideyoshi supervisionò la riparazione del castello di Kiyosu e ne gestì le cucine.
Nel 1561 Hideyoshi sposò Nene, figlia adottiva di Asano Nagakatsu, discendente di Minamoto no Yorimitsu. Hideyoshi portò avanti le riparazioni del Castello di Sunomata assieme al suo più giovane fratello acquisito Hashiba Koichirō, con l'aiuto di Hachisuka Masakatsu e Maeno Nagayasu. Poiché Sunomata si trovava in territorio nemico, gli sforzi di Hideyoshi vennero ben accolti e, secondo le leggende, costruì un forte in una sola notte e scoprì un passaggio segreto nel monte Inaba, causando la resa delle forze locali.

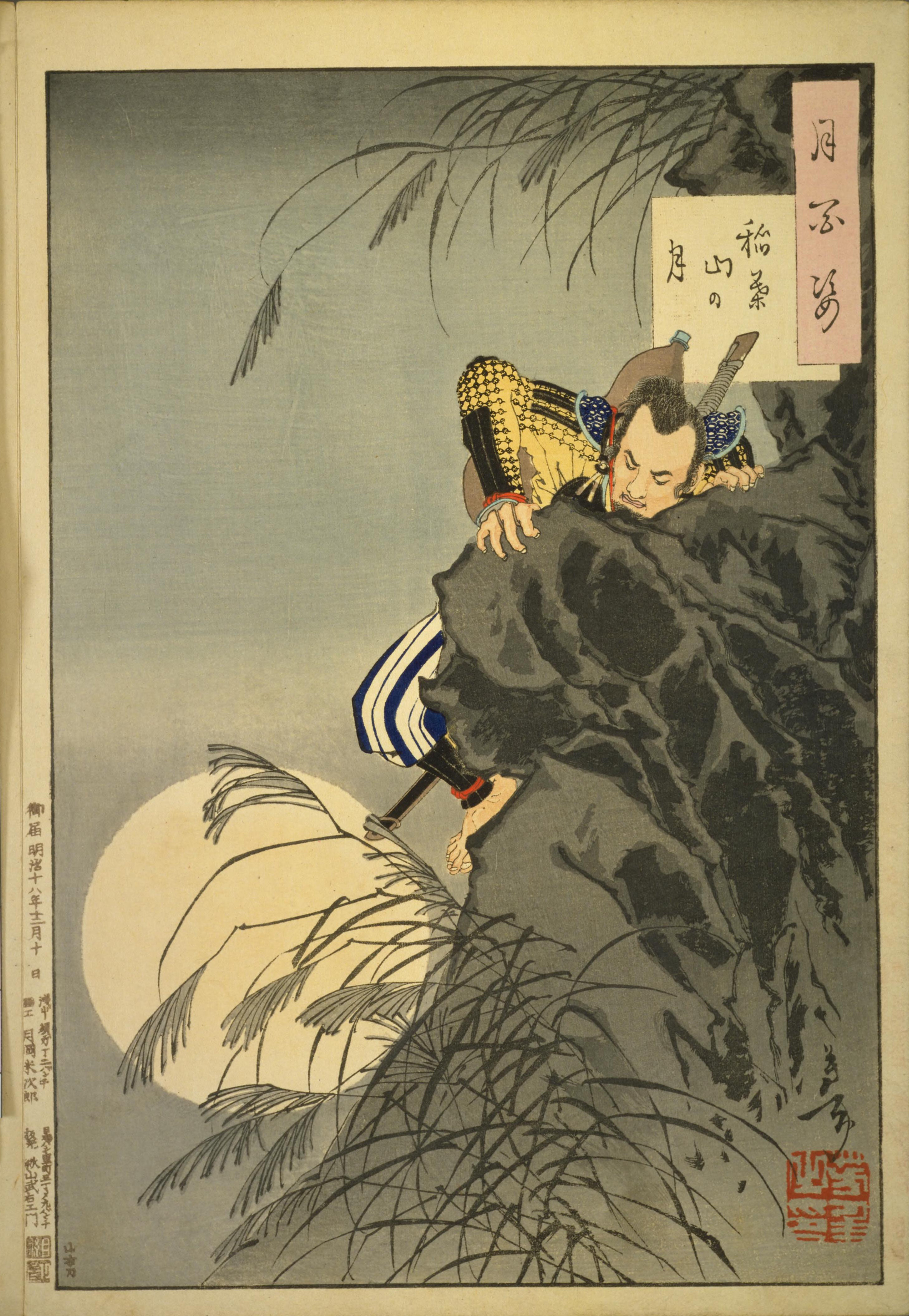
100 aspetti della luna n.7, luna del monte Inaba - il giovane Toyotomi Hideyoshi conduce un piccolo gruppo per assalire il castello sul monte Inaba; 1885, dodicesimo mese.

Nel 1564 Hideyoshi ottenne successo come negoziatore: riuscì a convincere, perlopiù corrompendo, alcuni signori della guerra di Mino a disertare dal clan Saitō. Riuscì anche ad approcciare svariati samurai Saitō, convincendoli a sottomettersi a Nobunaga, compresi gli strateghi e Takenaka Shigeharu.

La vittoria di Nobunaga fu merito in gran parte del lavoro di Hideyoshi e, nonostante le sue umili origini, nel 1568 divenne uno dei generali più distinti e fidati di Nobunaga, cambiando il nome da Kinoshita Tokichirō a Hashiba Hideyoshi (羽柴 秀吉). Il nuovo nome includeva due kanji (caratteri) da ognuno dei nomi dei quattro uomini più fidati di Nobunaga: Niwa Nagahise (丹羽 長秀), Shibata Katsuie (柴田 勝家), Akechi Mitsuhide (明智 光秀) e Mori Yoshinari (森 吉成).
Nel 1570 Hideyoshi coprì la ritirata di Nobunaga dalle forze Azai-Asakura a Kanegasaki. La difesa ad opera di Hideyoshi della retroguardia di Nobunaga durante la ritirata è uno dei successi più famosi e raccontati che ottenne nel periodo di servizio al clan Oda. Più tardi, a Giugno dello stesso anno durante la Battaglia di Anegawa, Hideyoshi venne incaricato di comandare delle truppe Oda in battaglia in campo aperto per la prima volta, mentre Nobunaga alleato con Tokugawa Ieyasu metteva sotto assedio due fortezze dei clan Azai e Asakura.
Nel 1573, a seguito dei successi nelle campagne contro Azai e Asakura, Nobunaga nominò Hideyoshi daimyō di tre distretti nella parte nord della provincia di Ōmi. Inizialmente Hideyoshi stazionò nel passato quartier generale del clan Azai, nel castello di Odani, ma successivamente si spostò alla città di Kunitomo e la rinominò "Nagahama" in onore del suo signore Nobunaga. Hideyoshi si spostò poi verso il porto di Imahama sul Lago Biwa, dove cominciò dei lavori sul castello di Imahama e prese il controllo della vicina fabbrica di armi da fuoco di Kunitomo, a Nagahama, costruita qualche anno prima dai clan Azai e Asakura. Sotto l'amministrazione di Hideyoshi la produzione di armi da fuoco nella fabbrica aumentò incredibilmente. Più tardi nel 1573, Hideyoshi prese parte all'assedio di Nagashima.

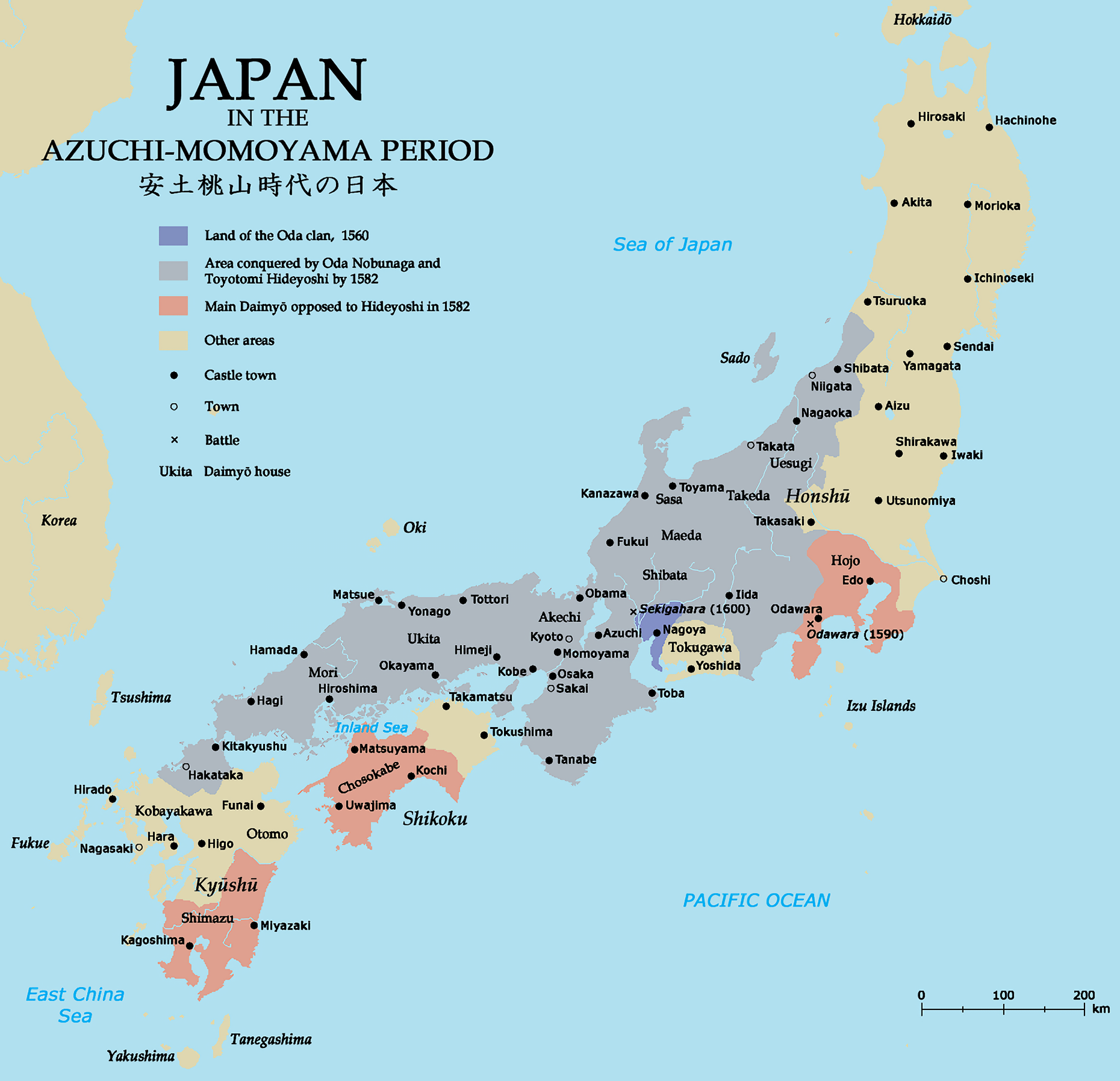
Cartina, in inglese, della conformazione del Giappone attorno al 1582.

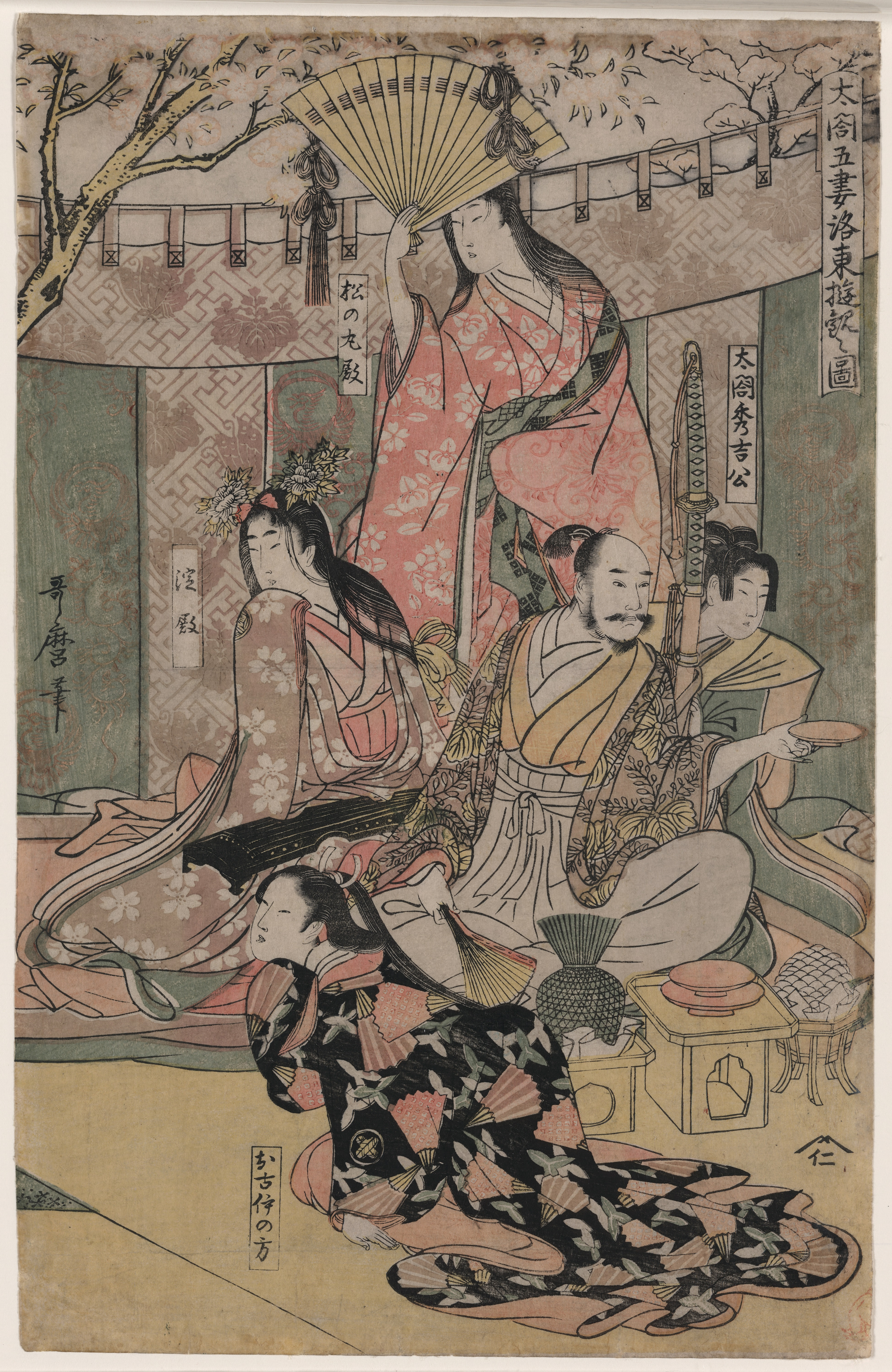
Toyotomi Hideyoshi con le sue mogli e concubine.

Nel 1575, con il conflitto tra i clan Oda e l'antico clan Takeda, Hideyoshi prese parte anche alla battaglia di Nagashino. Dopodiché, nel 1576, Nobunaga lo inviò alla conquista del castello di Himeji con l'obbiettivo di sottomettere la regione di Chūgoku, controllata dal clan Mōri. Hideyoshi combatté quindi nella battaglia di Tedorigawa (1577) e negli assedi di Itami (1579), Tottori (1581) e Tarakamatsu (1582).

#### Morte di Nobunaga
Eventi principali: Incidente di Honno-ji e Battaglia di Yamazaki.
Il 21 giugno 1582 Oda Nobunaga e il suo figlio maggiore Nobutada vennero uccisi in quello che è noto come "Incidente di Honno-ji", a seguito del tradimento di Akechi Mitsuhide e del suo esercito. Il loro assassinio al tempio di Honno-ji sancì il termine della missione di Nobunaga di centralizzare il potere di un Giappone unificato sotto la sua autorità.
Hideyoshi, in cerca di vendetta per il suo defunto signore, organizzò una pace con il clan Mōri e, tredici giorni dopo, si scontrò e sconfisse Mitsuhide nella battaglia di Yamazaki, vendicando Nobunaga e concentrando su se stesso il potere e l'autorità un tempo appartenuti al suo signore.

### Ascesa al potere (1582-1585)

#### Costruzione del castello di Osaka
Vedi anche: Castello di Osaka

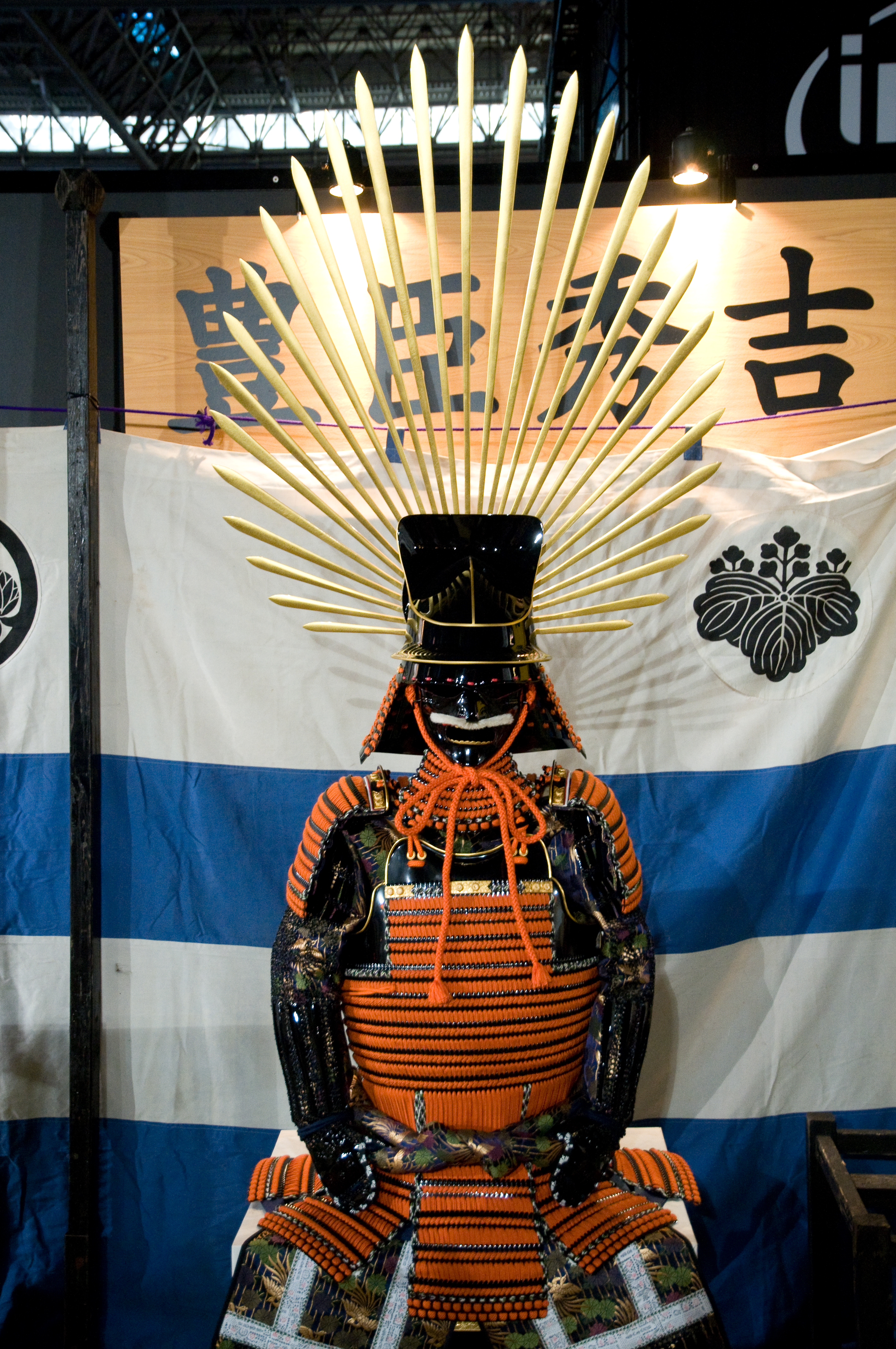
Replica dell'armatura di Toyotomi Hideyoshi.

Nel 1582 Hideyoshi commissionò la costruzione del castello di Osaka. Sito dove un tempo sorgeva il tempio di Ishiyama Hongan-ji, precedentemente distrutto da Nobunaga, il castello sarebbe poi infine diventato l'ultima fortezza del clan Toyotomi dopo la morte di Hideyoshi.

#### Conflitto con Shibata Katsuie
Eventi importanti: Battaglia di Shizugatake.
Nel 1583 Hideyoshi si trovava in una posizione di forte potere, con molti uomini che precedentemente servivano Nobunaga dalla sua parte, come ad esempio Maeda Toshiie e Mōri Yoshinari. Chiamò quindi a raccolta i potenti daimyō fedeli a Nobunaga per deciderne l'erede. Oda Nobukatsu e Oda Nobutaka litigarono per la successione, perciò Hideyoshi decise di nominare il nipote di Nobunaga, Samboshi, noto anche come Hidenobu. Con il supporto di due anziani del clan Oda, Niwa Nagahide e Ikeda Tsuneoki, Hideyoshi riuscì ad insediare Hidenobu e a cementare la propria influenza sul clan Oda. Distribuì quindi le provincie di Nobunaga fra i generali e formò un consiglio di quattro generali per aiutarlo a governare. Tra Shibata Katsuie e Hideyoshi nacque un conflitto che, a seguito di una rapida escalation, culminò in un anno nella Battaglia di Shizugatake a seguito della quale Shibata Katsuie perse la vita con il suo esercito ed il suo potere ridotti in cenere. Hideyoshi aveva così consolidato il suo potere, ottenuto il sostegno della maggior parte del clan Oda e ottenuto il controllo di 30 provincie. Il famoso daimyō di religione cristiana Dom Justo Takayama combatté al suo fianco in questa epica battaglia.

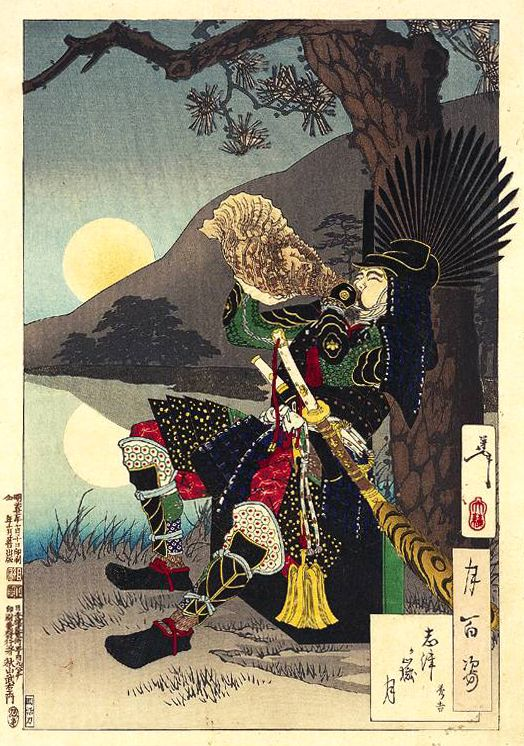
Tsuki no Hyakushi (月百姿 Mille Aspetti Della Luna) No. 67, Yoshitoshi, La Luna e Hideyoshi alla Battaglia di Shizugatake.

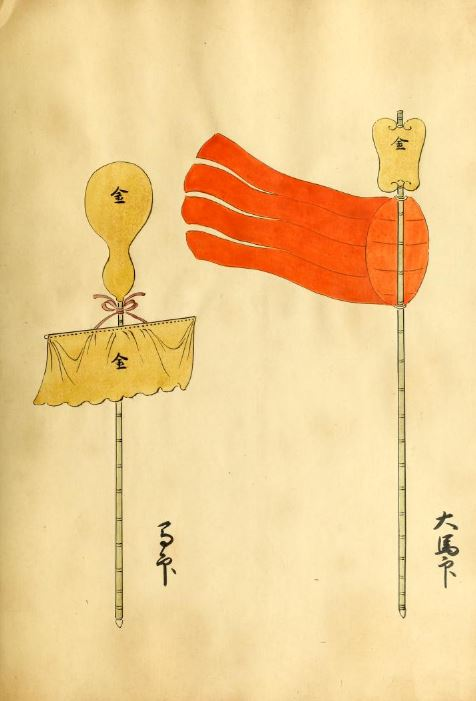
Stendardi da battaglia di Toyotomi Hideyoshi. A destra: manica a vento color vermiglio con dashi (ornamento) dorato. A sinistra: noren oro con decorazione dorata a forma di zucca.

#### Conflitto con Tokugawa Ieyasu
Eventi importanti: Battaglia di Komaki e Nagakute.
Nel 1584 Oda Nobukatsu, figlio di Nobunaga e rimasto ostile a Hideyoshi, si alleò con Tokugawa Ieyasu e assieme combatterono contro Hideyoshi nelle inconcludenti Battaglie di Komaki e Nagakute. Il tutto risultò in uno stallo, nonostante le forze di Hideyoshi avessero ricevuto un colpo molto pesante. Ieyasu e Hideyoshi non arrivarono mai a scontrarsi direttamente in battaglia, ma il primo riuscì a frenare l'avanzata degli alleati del secondo. Infine Hideyoshi fece pace con Nobukatsu, cancellando ogni pretesto di guerra tra i due clan Tokugawa e Hashiba (più tardi rinominato clan Toyotomi). Hideyoshi inviò quindi sua sorella Asahi no Kata e sua madre Ōmandokoro a Tokugawa Ieyasu come ostaggi, pratica comune nel Giappone antico come dimostrazione di buona volontà nel mantenere la pace tra due clan ostili fra loro.

#### Clan Toyotomi
Vedi anche: Clan Toyotomi

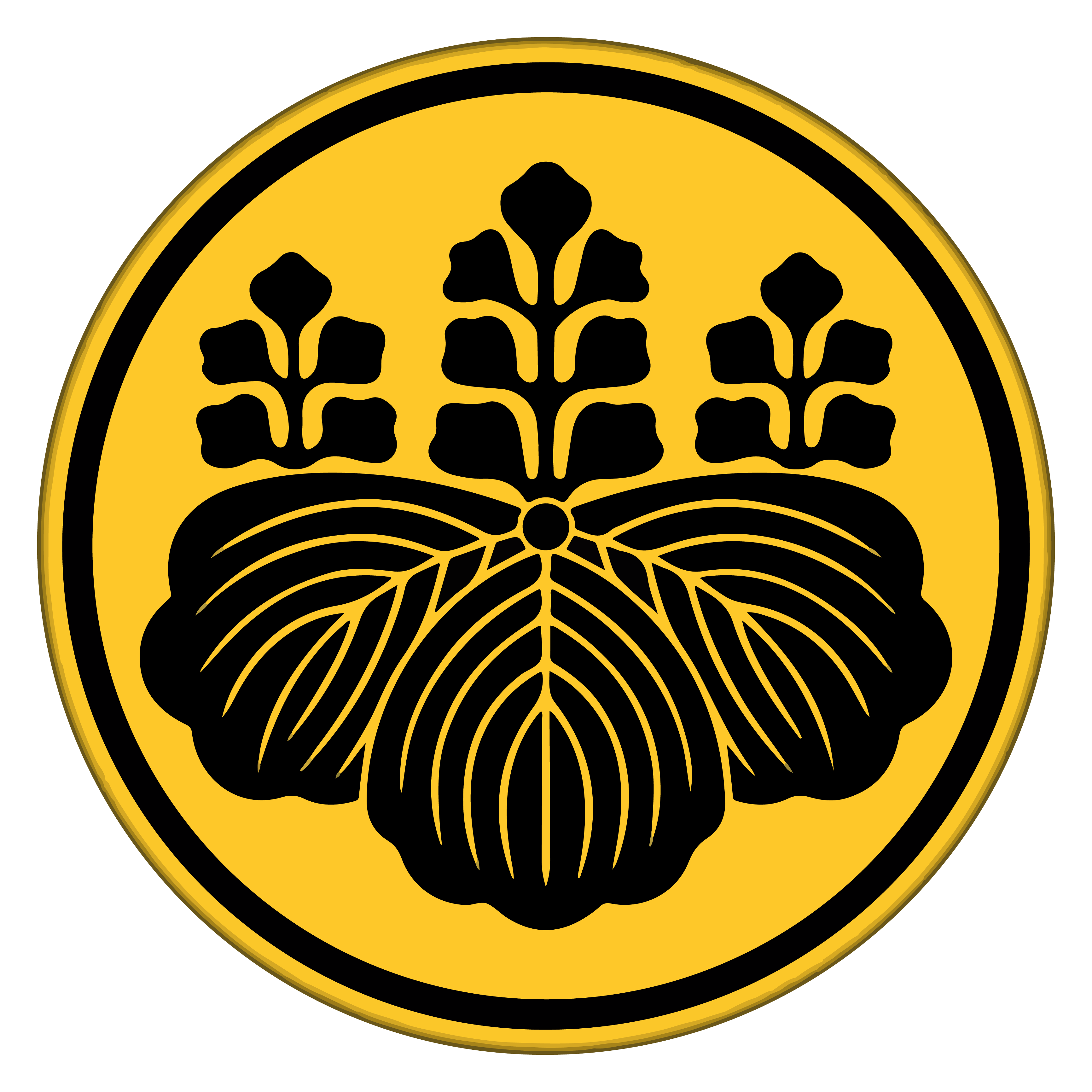
Mon (stemma) del clan Toyotomi.

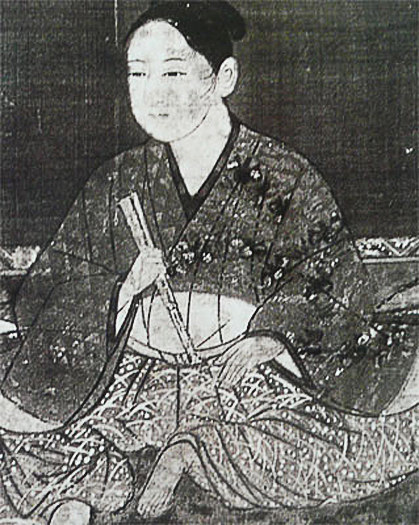
Ritratto di Hashiba Hidekatsu.

Entrambi fedeli al trono imperiale fino alla fine, come Oda Nobunaga prima di lui, Hideyoshi non riuscì mai ad ottenere il titolo di Shōgun. Tentò, al fine di ottenere tale titolo, di farsi adottare dal quindicesimo ed ultimo Shōgun dello Shogunato Ashikaga, Ashikaga Yoshiaki, ma questi rifiutò. Riuscì invece a farsi adottare da Konoe Sakihisa, uno dei più nobili uomini appartenente al clan Fujiwara, assicurandosi così la successione per il titolo alla corte imperiale di cancelliere del regno (Daijō-daijin) e, nel 1585, la prestigiosa posizione di reggente imperiale (Kampaku). Sempre nel 1585 Hideyoshi ricevette dalla corte imperiale un nuovo nome per il suo clan: Toyotomi. Il suo nome cambiò così da Hashiba Hideyoshi a Toyotomi Hideyoshi e il suo clan Hashiba divenne il clan Toyotomi. Si fece costruire nel 1587 un sontuoso palazzo, il Jurakudai, e vi ebbe l'onore di ospitare l'imperatore in carica Go-Yōzei in persona l'anno seguente.

### Unificazione del Giappone (1585-1592)

#### Campagna di Negoro-ji
Più tardi nel 1585 Hideyoshi si cimentò nell'assedio di Negoro-ji e soggiogò la provincia di Kii. I Negoro-gumi, monaci guerrieri di Negoro-ji, erano estremamente abili con le armi da fuoco ed erano devoti fedeli dello Shingi, una costola della sezione Shingon del Buddismo; erano alleati dei ribelli Ikkō-Ikki e di Tokugawa Ieyasu, ormai divenuto uno dei maggiori rivali del clan Toyotomi. Attirarono su di sé l'attenzione bellicosa di Hideyoshi a seguito del supporto militare offerto a Tokugawa, nella Battaglia di Komaki, l'anno precedente. Dopo aver attaccato e distrutto diversi altri accampamenti di monaci guerrieri, Hideyoshi diresse il suo esercito verso il monastero di Negoro-ji, assediandolo da due lati. La maggior parte dei Negoro-gumi, a quel punto, erano già fuggiti verso il Castello di Ōta, spingendo così Hideyoshi ad assediarlo. Il complesso venne messo alle fiamme, a partire dagli alloggi dei monaci, mentre altri samurai di Hideyoshi uccidevano gli uomini in fuga dall'edificio in fiamme.

#### Campagna di Shikoku
Con l'invasione di Shikoku del 1585, i Toyotomi conquistarono l'omonima isola, la più piccola delle quattro isole principali del Giappone, sottraendola a Chōsokabe Motochika. I Toyotomi arrivarono sull'isola forti di 113.000 uomini sotto il comando dei generali Toyotomi Hidenaga, Toyotomi Hidetsugu, Ukita Hideie e due generali del clan Mōri, Kobayakawa Takakage e Kikkawa Motoharu. Ad essi si opponevano 40.000 uomini del clan Chōsokabe. Nonostante la schiacciante superiorità numerica dei Toyotomi, e i suggerimenti dei suoi consiglieri, Motochika decise di combattere per difendere i suoi territori. Le battaglie culminarono nell'assedio del castello di Ichinomiya, che durò 26 giorni. Motochika tentò un ultimo disperato tentativo di liberare il suo castello dall'assedio, ma infine si arrese. Gli venne concesso di mantenere il controllo della provincia di Tosa, mentre il resto dello Shikoku venne spartito fra i generali Toyotomi.

#### Campagna di Toyama
Più tardi, nell'estate del 1585, Hideyoshi attaccò la provincia di Etchū. Toyotomi Hideyoshi portò avanti quindi l'assedio del castello di Toyama, difeso da Sassa Narimasa, alcuni anni addietro alleato di Hideyoshi. Quest'ultimo condusse quindi il suo esercito di 100.000 uomini contro i 20.000 di Narimasa. Le difese vennero mandate in frantumi, il che risultò nel controllo e la supremazia da parte di Hideyoshi sulla provincia di Etchū.

#### Campagna di Kyūshū
Nel 1586 Toyotomi Hideyoshi conquistò la provincia di Kyūshū, strappandone il controllo al clan Shimazu. Toyotomi Hidenaga, fratello acquisito di Hideyoshi, sbarcò con il suo esercito a sud di Bungo sulla costa orientale di Kyūshū. Nel frattempo Hideyoshi portò il suo esercito attraverso un percorso più ad occidente, verso la provincia di Chikuzen. Più tardi nello stesso anno, con un contingente totale di 200.000 soldati in opposizione ai 30.000 degli Shimazu, i due fratelli si raggrupparono presso la provincia natale del clan Shimazu, la provincia di Satsuma. Assediarono quindi il castello di Kagoshima, fortezza principale nemica, e ottennero la resa. L'attenzione di Hideyoshi si spostò così sul Clan Hōjō, l'ultimo clan maggiore ad opporsi a lui.
Nel 1587 Hideyoshi bandì i missionari cristiani da Kyūshū, per esercitare un maggiore controllo sui cosiddetti "Kirishitan Daimyō", ossia signori feudali cristiani. Poiché, tuttavia, aveva all'attivo molti accordi commerciali con l'Europa, singolarmente gli individui di fede cristiana erano comunque tollerati, evitandone una vera e propria persecuzione.

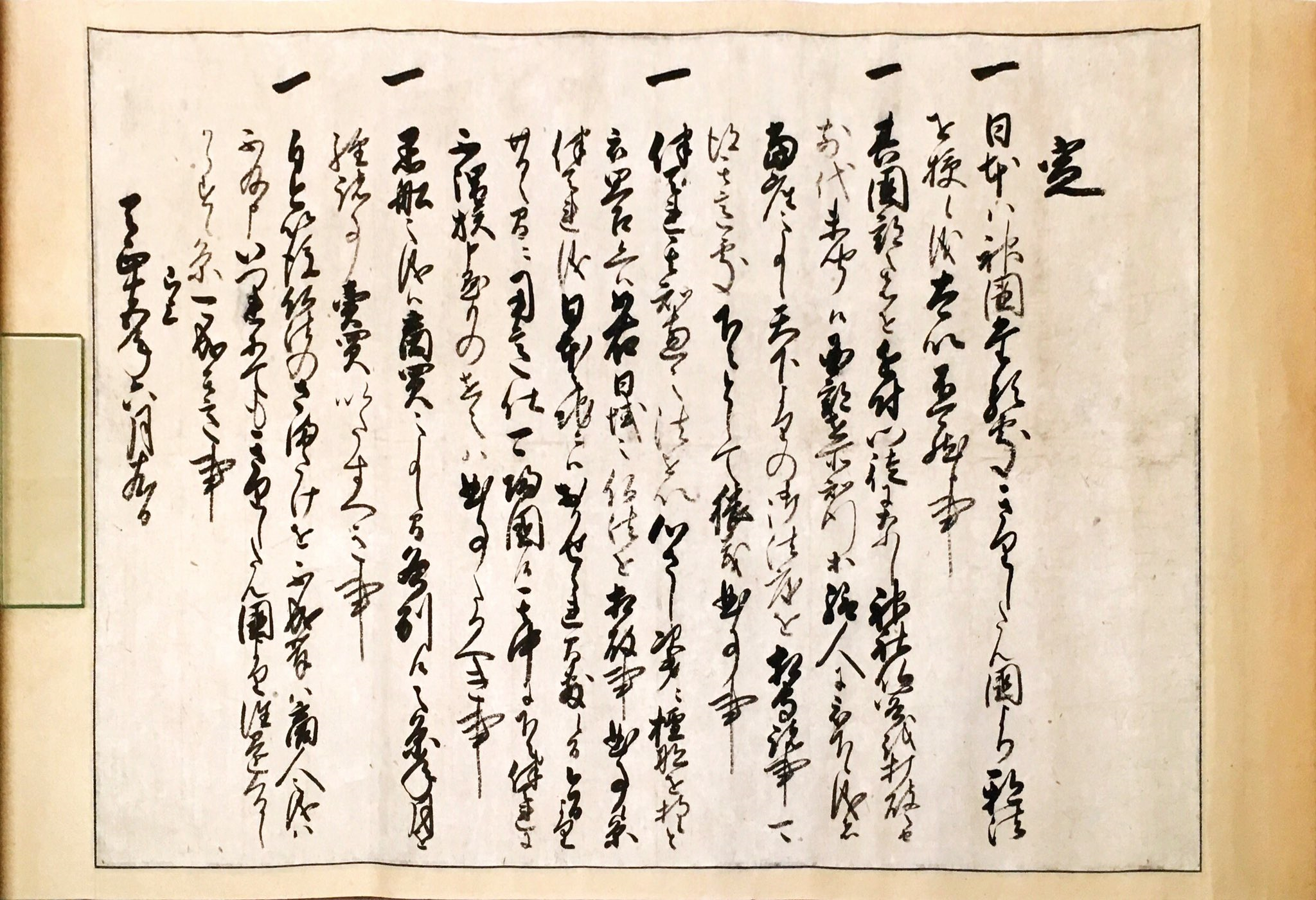
"Editto di Purga dell'Ordine dei Gesuiti" emanato il 4 Luglio 1587 da Toyotomi Hideyoshi.

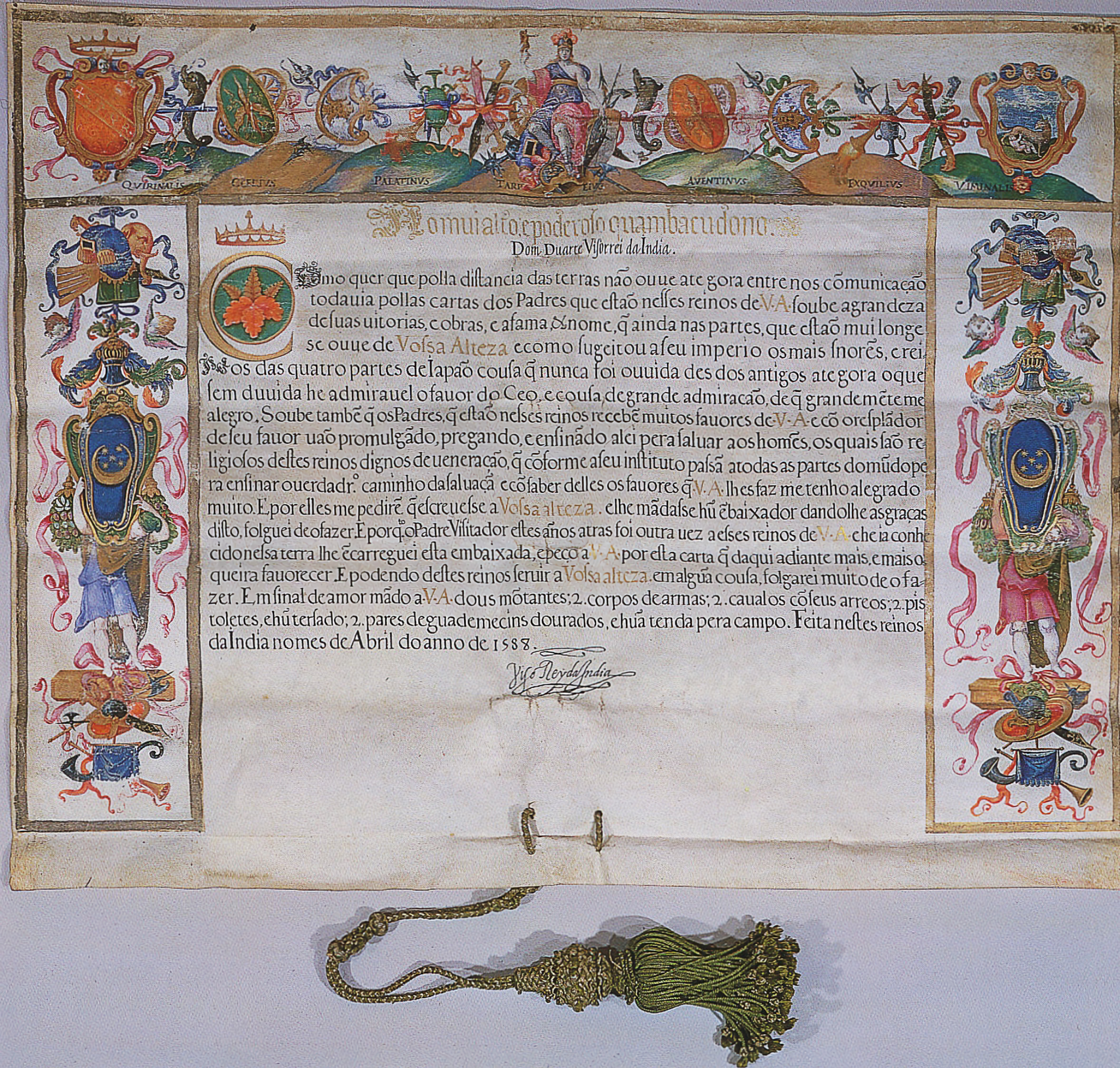
Lettera da Duarte de Meneses, viceré dell'India portoghese a Toyotomi Hideyoshi (aprile 1588) sulla soppressione del Cristianesimo. Tesoro Nazionale del Giappone.

Hideyoshi nel 1588 proibì ai normali cittadini di possedere armi e iniziò una caccia per confiscare le spade possedute da individui non appartenenti alla casta samurai. Le armi confiscate vennero quindi fuse per creare una statua del Buddha. Questa manovra prevenne, di fatto, ipotetiche rivolte cittadine e assicurarono stabilità al costo della libertà personale.

#### Campagna di Odawara
Nel 1590 Hideyoshi si impegnò nell'assedio di Odawara contro il clan Hōjō, nel Kantō. Composto di 220.000 uomini, l'impressionante esercito circondò il castello di Odawara assieme alla guarnigione Hōjō, forte di 82.000 soldati, in quella che è conosciuta come la linea d'assedio meno convenzionale della storia dei samurai, poiché i guerrieri erano infatti intrattenuti da concubine, prostitute, musicisti, acrobati e giocolieri. I difensori dormirono nei bastioni del forte in armatura e archibugi alla mano persuadendo così Hideyoshi dall'attaccare, nonostante l'inferiorità numerica. Il castello venne mantenuto sotto assedio per tre mesi dopo i quali gli Hōjō, a causa della costruzione fulminea del nuovo e vicino castello di Ishigakiyama Ichiya, persero la voglia di combattere e dichiararono la resa.
La fine dell'ultima resistenza all'autorità di Hideyoshi pose fine all'era sengoku. Hideyoshi offrì poi le otto provincie strappate agli Hōjō nella regione del Kantō in cambio di cinque provincie di Tokugawa Ieyasu, proposta la quale quest'ultimo accettò.

#### Morte di Sen no Rikyū
Nel febbraio del 1591, probabilmente in preda ad uno dei suoi scoppi d'ira, Hideyoshi ordinò a Sen no Rikyū di commettere Seppuku (il suicidio rituale). Egli fu un leale servitore e maestro della cerimonia del tè sia per conto di Hideyoshi che di Oda Nobunaga prima di lui. Durante il periodo in cui servì Hideyoshi, Rikyū rivoluzionò diversi aspetti estetici della cerimonia del tè, cambiamenti che perdurarono a lungo nella cultura e tradizione giapponese. Si narra che, anche dopo la morte di Rikyū, Hideyoshi continuò a basare la costruzione dei suoi edifici sul concetto estetico da lui proposto e promosso, suggerendo forse si fosse pentito di avergli ordinato il suicidio.
A seguito della morte di Rikyū, Hideyoshi si interessò all'arte del Nō (spettacoli teatrali danzati) che egli studiava sin dalla sua nomina a Kampaku. Durante la sua breve permanenza al castello di Nagoya, nell'odierna prefettura di Saga a Kyūshū, Hideyoshi imparò le parti da "shite" (ruolo protagonista) di 10 spettacoli Nō, che poi egli recitò obbligando alcuni daimyō ad accompagnarlo sul palco come "waki" (comparsa, ruolo secondario), e si esibì perfino davanti all'imperatore.

#### Ribellione di Kunohe
Il 13 marzo 1591, Kunohe Masazane, un uomo che aspirava a divenire daimyō del clan Nanbu, avviò una ribellione contro il suo rivale Nanbu Nobunao che si sparse su tutta la provincia di Mutsu. Nobunao era sostenuto da Toyotomi Hideyoshi che, assieme a Tokugawa Ieyasu, inviò un'ingente armata verso la regione di Tōhoku nella metà del 1591 per sedare la rivolta. L'esercito di Hideyoshi arrivò al castello di Kunohe ai primi di settembre. In terribile inferiorità numerica, Masazane si arrese e cedette il castello, ma venne comunque giustiziato assieme ai suoi compagni ribelli. Con la ribellione di Kunohe, conclusasi il 4 settembre 1591, finalmente il Giappone era ufficialmente unificato.

### Campagna in Corea (1592-1598)

#### Taikō

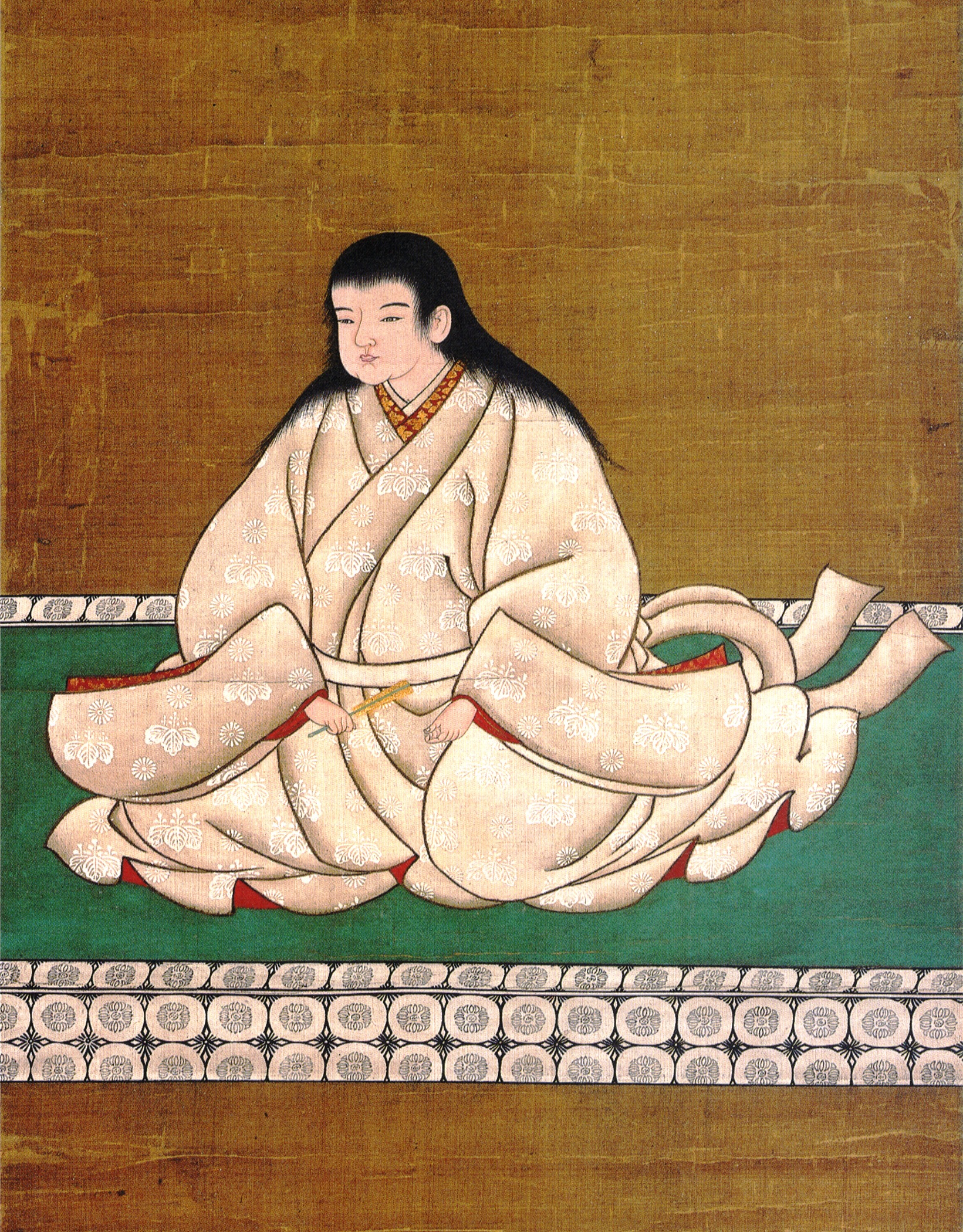
Ritratto di Toyotomi Tsurumatsu.

La futura stabilità della linea di sangue dei Toyotomi a seguito di un'ipotetica morte di Hideyoshi fu messa in discussione dopo la morte di suo figlio Tsurumatsu, avvenuta nel Settembre 1591 all'età di soli tre anni. Quando, poco tempo dopo, anche suo fratello acquisito Hidenaga perse la vita, Hideyoshi nominò suo nipote Hidetsugu come sue erede, adottandolo a gennaio del 1592. Hideyoshi si dimise quindi dal titolo di Kampaku e assunse quello di taikō (reggente ritirato), lasciando la sua precedente nomina al suo erede.
Con la salute di Hideyoshi divenuta ormai troppo precaria, ma ancora desideroso di conquiste per consolidare il potere della sua eredità, decise di inseguire il sogno del fu Oda Nobunaga di una campagna di conquista della Cina, accingendosi a passare per la Corea (al tempo conosciuta come Koryu o Joeson).
Hideyoshi era in contatto con il governo coreano sin dal 1587, chiedendo ripetutamente accordi di transito militare. In quanto alleato della Dinastia Ming in Cina, la dinastia Joseon coreana si rifiutò completamente di comunicare e in aprile e a giugno rifiutò specificatamente e categoricamente la richiesta di transito militare attraverso il suo territorio, preoccupata com'era che, lasciando passare le truppe di Hideyoshi, si sarebbero verificati scontri fra giapponesi e cinesi direttamente su suolo coreano prima che riuscissero a raggiungere la Cina, mettendo così a rischio la sicurezza della penisola coreana. Nell'agosto del 1591 Hideyoshi cominciò quindi i preparativi per un'invasione.

#### Prima campagna in Corea
Hideyoshi incaricò Ukita Hideie dell'invasione e lo inviò nella penisola coreana nell'aprile del 1592. Il 19 giugno dello stesso anno Konishi Yukinaga occupò Seul, al tempo capitale della Corea (ora capitale della Corea del Sud). Dopo questa facile conquista, i comandanti giapponesi vi tennero un consiglio di guerra per stabilire un piano di conquista, e definirono l'"Hachidokuniwari" (ossia la suddivisione della regione in otto parti): ognuno degli otto bersagli sarebbe stato attaccato da una delle otto frazioni dell'esercito:
- La prima frazione, guidata da Konishi Yukinaga, avrebbe attaccato la provincia di Pyongan.
- La seconda, guidata da Katō Kiyomasa, lo Hamgyong.
- La terza, guidata da Kuroda Nagamasa, lo Hwanghae.
- La quarta, guidata da Mōri Katsunaga, il Gangwon.
- La quinta, guidata da Fukushima Masanori, il Chungcheong.
- La sesta, guidata da Kobayakawa Takakage, la Jeolla.
- La settima, guidata da Mōri Terumoto, il Gyeongsang.
- Infine, l'ottava frazione di Ukita Hideie il Gyeonggi.

In soli quattro mesi, l'esercito di Hideyoshi riuscì a farsi strada verso la Manciuria, con la maggior fetta della Corea conquistata. Il re di Corea Seonjo di Joseon fuggì a Uiju, richiedendo un intervento militare dalla Cina. Nel 1593 l'imperatore Wanli della dinastia Ming inviò un esercito di 43.000, comandato dal generale Li Rusong, per bloccare il piano giapponese di invasione della Cina e riprendersi la penisola coreana, attaccando Pyongyang. Il 7 gennaio del 1593 le forze di soccorso cinesi ricatturarono Pyongyang per poi circondare Seul. Kobayakawa Takakage, Ukita Hideie, Tachibana Muneshige e Kikkawa Hiroie vinsero però a Byeokjugwan, nella periferia di Seul. Al termine della prima campagna in Corea l'intera flotta giapponese era stata spazzata via dall'ammiraglio coreano Yi Sun-sin, di base in un punto della Corea che i giapponesi non avevano modo di controllare. Ciò mise effettivamente un punto al sogno di Hideyoshi di conquistare la Cina, data l'impossibilità di rifornire le truppe bloccate a Seul.

#### Disputa di successione

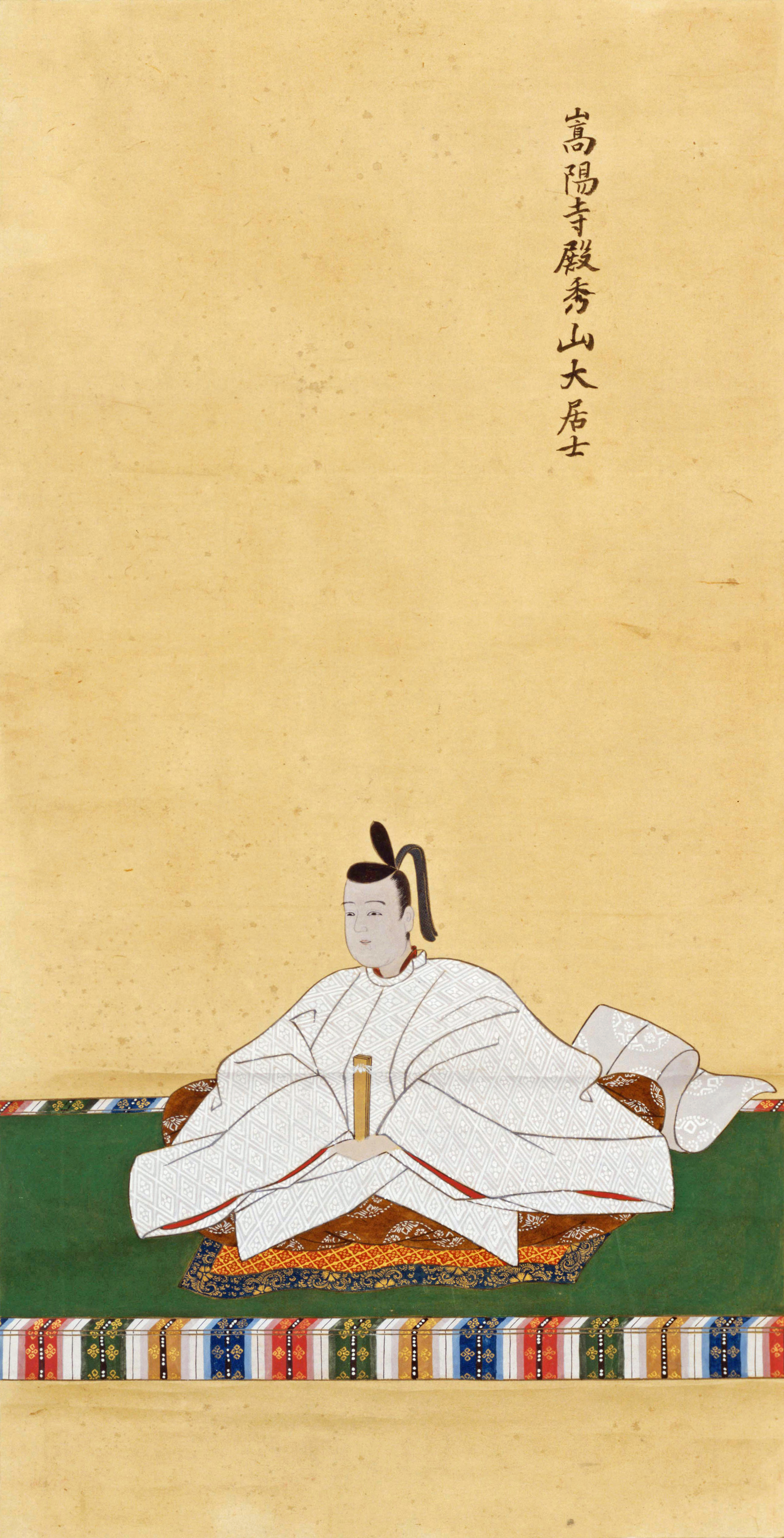
Ritratto di Toyotomi Hideyori, secondogenito di Toyotomi Hideyoshi.

La nascita del secondo figlio di Hideyoshi, nel 1593, avrebbe potuto generare dei litigi per la successione; per evitarli, Hideyoshi esiliò suo nipote ed erede Hidetsugu sul monte Kōya; nell'agosto del 1595, gli ordinò poi di commettere seppuku. I familiari di Hidetsugu, che non vollero seguire il suo esempio, vennero quindi uccisi a Kyoto: fra le vittime vi furono anche 31 donne e svariati bambini.

#### Ventisei martiri del Giappone

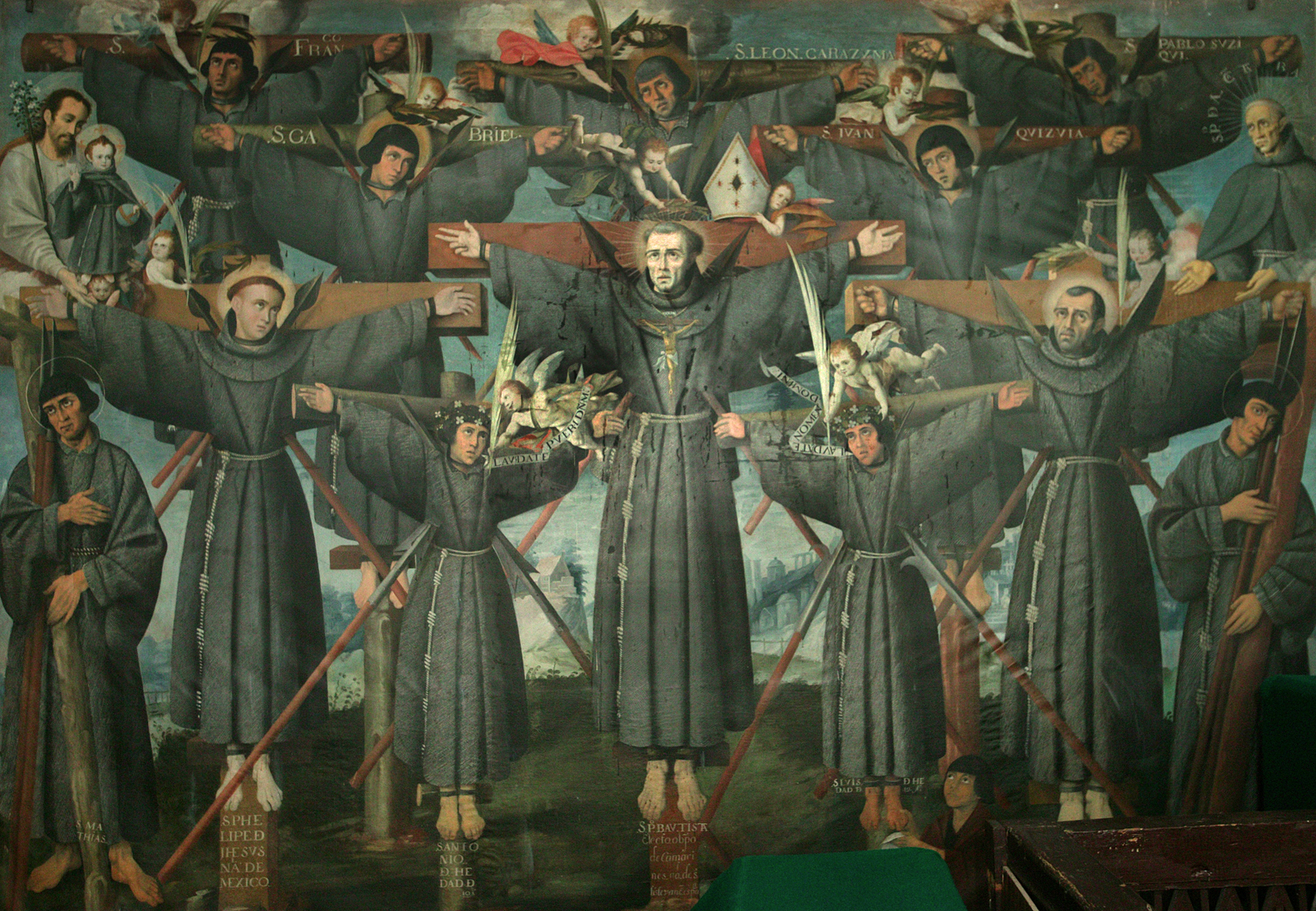
I Venti-sei Martiri Cristiani del Giappone, crocifissi a Nagasaki.

Nel mese di gennaio del 1597, Hideyoshi fece arrestare ventisei cristiani come esempio per i giapponesi intenzionati a convertirsi al Cristianesimo. Fra coloro che furono noti come i ventisei martiri del Giappone, vi erano 5 missionari francescani spagnoli e uno messicano, 3 gesuiti e 17 laici giapponesi di cui 3 ancora ragazzi. Furono torturati, mutilati e fatti sfilare in giro per le città del Giappone; poi il 5 febbraio vennero giustiziati mediante crocifissione pubblica a Nagasaki. L'episodio comportò il precipitoso rientro in Giappone, in incognito, del plenipotenziario Visitatore gesuita Alessandro Valignano per tentare di salvare la missione minacciata dalla repressione.

#### Seconda campagna in Corea
Collegamenti importanti: Invasioni giapponesi della Corea.
Dopo alcuni anni di trattative (troncate poiché gli inviati di entrambe le parti riportarono falsamente una presunta resa dell'avversario), Hideyoshi incaricò Kobayakawa Hideaki di proseguire in una seconda campagna d'invasione della Corea, ma ebbero tuttavia meno successo che in passato. Le truppe giapponesi rimasero bloccate nella provincia di Gyeongsang. Nel giugno 1598 l'esercito giapponese respinse diverse offensive cinesi a Suncheon e Sacheon, ma non furono in grado comunque di fare ulteriori progressi mentre la Cina Ming si preparava per un ultimo assalto. Anche se la battaglia di Sacheon fu una grande vittoria giapponese, tutte e tre le parti in guerra erano esauste. "Non lasciare che i miei soldati divengano spiriti di una terra straniera", disse Hideyoshi al suo comandante in Corea.

### Morte

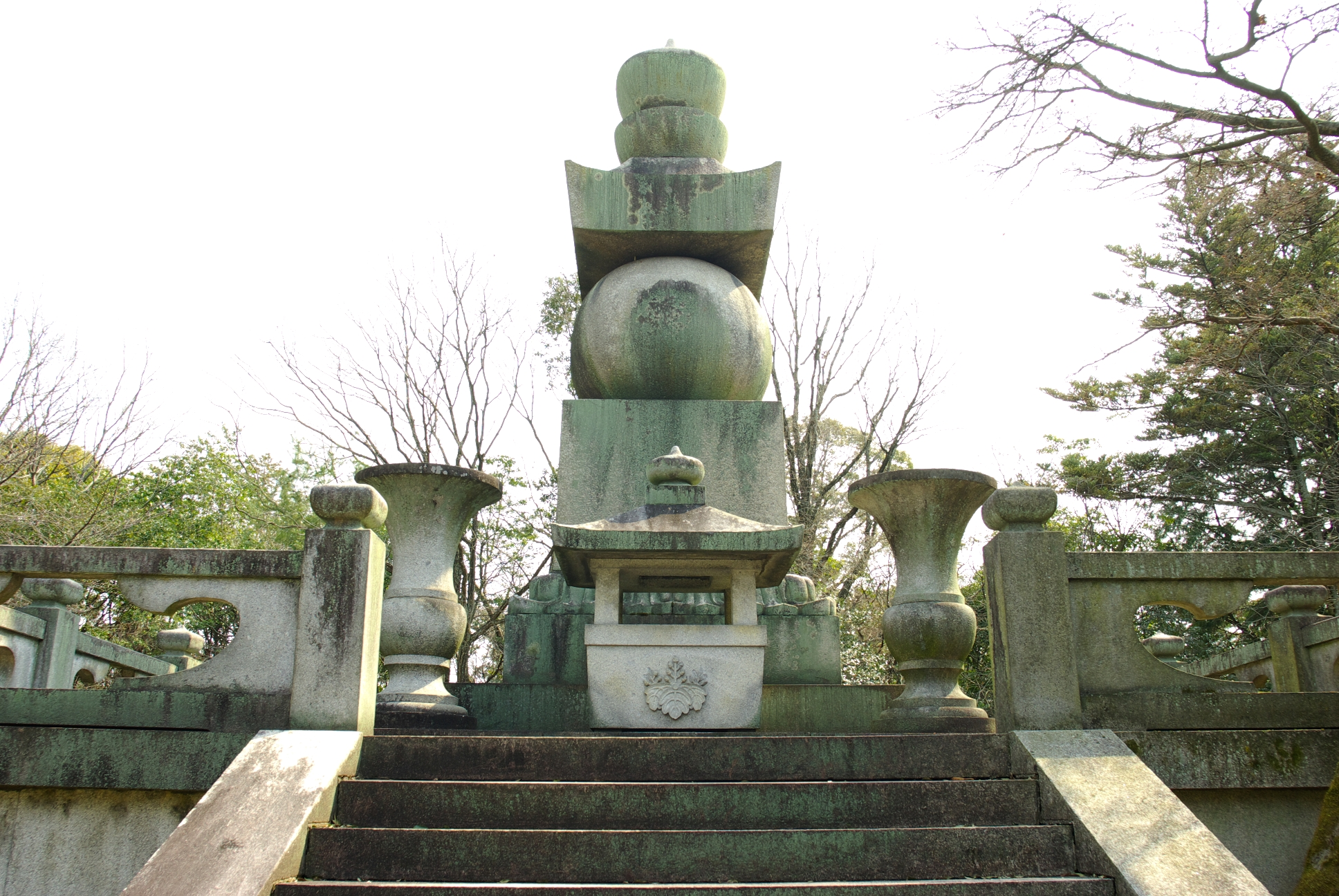
Houkokubyo (Mausoleo di Toyotomi Hideyoshi), luogo di sepoltura di Hideyoshi, Kyōto.

Toyotomi Hideyoshi morì il 18 settembre 1598. Era delirante e secondo una fonte blaterava della distribuzione dei suoi territori. Le sue ultime parole, pronunciate ai generali e daimyō a lui più vicini e cari, furono: "Io dipendo completamente da voi. Non ho altre parole da lasciarvi. È triste dovermi separare da voi." La sua morte fu tenuta segreta dal Consiglio dei Cinque Reggenti per preservare il morale, ed essi ordinarono alle forze giapponesi di ritirarsi dalla Corea. A causa del fallimento nella conquista le truppe di Hideyoshi non furono in grado di invadere la Cina, e invece che rafforzare il clan, le spedizioni militari lo lasciarono senza forze e con le casse vuotate, con i suoi vassalli fortemente contrariati dai fallimenti e con i clan fedeli al nome Toyotomi incredibilmente indeboliti. Il governo Tokugawa più tardi non solo proibì qualsiasi altro intervento militare verso le maggiori nazioni dell'Asia, ma chiuse anche quasi ogni rapporto con gli stranieri, chiudendo la nazione a riccio durante il lungo Shogunato Tokugawa. Fu solo nel tardo XIX secolo che il Giappone intraprese una nuova guerra contro la Cina attraverso la Corea, utilizzando pressoché il medesimo percorso scelto molto tempo prima da Hideyoshi.
Dopo la morte di Hideyoshi, gli altri membri del Consiglio dei cinque reggenti non riuscirono a frenare le ambizioni di Tokugawa Ieyasu. Due dei migliori generali di Hideyoshi, Katō Kiyomasa e Fukushima Masanori, combatterono coraggiosamente nella guerra, ma al loro ritorno scoprirono che un castellano del clan Toyotomi, Ishida Mitsunari, aveva usurpato il potere; quest'ultimo vedeva con disprezzo i due generali che si allearono quindi al fianco di Ieyasu. L'ancora troppo giovane figlio di Hideyoshi perse così il suo diritto al potere, mentre Tokugawa Ieyasu venne nominato Shōgun a seguito della battaglia di Sekigahara del 1600, usurpando definitivamente il potere della famiglia imperiale nel 1603.

## Famiglia
- Padre: Kinoshita Yaemon (?-1543)
  - Padre adottivo: Konoe Sakihisa
- Madre: Ōmandokoro (1513-1592)
  - Fratelli e sorelle:
    - Toyotomi Hidenaga (1540-1591)
    - Toyotomi Tomo, data in moglie a Soeda Jinbae (?-?)
    - Asahi no Kata (1543-1590)

### Mogli e concubine
- Nene, moglie (conosciuta anche come One o Kōdai-in (1541/1549-1624)
- Minami-dono, figlia di Yamana Toyokuni (?-?)
- Yodo-dono detta anche Chacha e Daikōin, moglie, figlia di Azai Nagamasa (1567-1615)
- Minami no Tsubone, figlia di Yamana Toyokuni (?-?)
- Matsu no maru-dono detta anche Kyōgoku Tatsuno, figlia di Kyōgoku Takayoshi (?-1634)
- Kaga-dono anche conosciuta come Maahime, figlia di Maeda Toshiie (?-?)
- Kaihime, figlia di Narita Ujinaga (1572-? XVII secolo)
- Sonnomaru-dono, figlia adottiva di Gamō Ujisato, figlia di Oda Nobunaga (?-?)
- Kusu no Tsubone detta anche Hokoin, figlia di Azai Nagamasa (?-?)
- Sanjo-dono, figlia di Oda Nobukane (?-?)
- Hirozawa no Tsubone, figlia di Kunimitsu Kyosho (?-?)
- Ōshima o Shimako, detta anche Gekkein, figlia di Ashikaga Yorizumi (?-?)
- Anrunkin o Otane no Kata (?-?)
- Ofuku detta anche Enyu-in, figlia di Miura Noto no Kami e madre di Ukita Hideie (?-?)

### Figli
- Figlia dal nome sconosciuto (?-?)
- Toyotomi Tsurumatsu (1589-1591) avuto da Yodo-dono
- Toyotomi Hideyori (1593-1615) avuto da Yodo-dono

### Figli adottivi
- Hashiba Hidekatsu (1567-1586), quarto figlio di Oda Nobunaga
- Oda Nobutaka, più tardi Toyotomi Takahiro (1576-1602), settimo figlio di Oda Nobunaga
- Oda Nubyoshi, più tardi Toyotomi Musashi (1573-1615), ottavo figlio di Oda Nobunaga
- Oda Nubyoshi (?-1609), decimo figlio di Oda Nobunaga
- Ukita Hideie (1573-1655), figlio di Ukita Naoie
- Toyotomi Hidetsugu (1568-1595), figlio della sorella di Hideyoshi, Tomo, avuto con Miyoshi Kazumichi
- Toyotomi Hidekatsu (1569-1592), secondo figlio della sorella Tomo con Miyoshi Kazumichi
- Toyotomi Hideyasu (1579-1595), terzo figlio della sorella Tomo con Miyoshi Kazamuchi
- Yūki Hideyasu (1574-1607), secondo figlio di Tokugawa Ieyasu
- Ikeda Nagayoshi (?-?), terzo figlio di Ikeda Nobuteru
- Kobayakawa Hideaki (1577-1602), nipote di Hideyoshi da parte della famiglia di sua moglie Nene
- Principe Hachijō Toshihito (1579-1629), sesto figlio del principe Masahito

### Figlie adottive
- Gohime (1574-1634), figlia di Maeda Toshiie, data in moglie a Ukita Hideie
- O-hime (1585-1591), figlia di Oda Nobukatsu, data in moglie a Tokugawa Hidetada
- Oeyo (1573-1626), figlia di Azai Nagamasa, data in moglie a Saji Kazunari, poi a Toyotomi Hidekatsu e infine a Tokugawa Hidetada

### Nipoti
- Toyotomi Kunimatsu (1608-1615), figlio di Toyotomi Hideyori e la sua concubina Icha
- Tenshuni (1609-1645)

## Eredità culturale
Toyotomi Hideyoshi riuscì a cambiare il Giappone in molti aspetti tra cui un rigido sistema di classi sociali, restrizioni sui viaggi, e rilevamenti su terre e produzione.
Le riforme sulle classi sociali influenzarono sia i cittadini comuni sia i guerrieri. Nell'era Sengoku diventò una normalità per i cittadini comuni diventare dei guerrieri, o per i samurai diventare fattori, a causa della costante instabilità causata dalla mancanza di una figura di governo centralizzato e tendente alla pace. Una volta ottenuto il potere Hideyoshi decretò, invece, una totale demilitarizzazione dei cittadini ordinando, al contrario, ai samurai di lasciare le terre e prendere residenza nelle città-castello. Ciò consolidò un preciso sistema sociale per i seguenti tre secoli.
Ordinò, inoltre, completi rilevamenti e censimenti su popolazione e territorio del Giappone. Istituì un sistema di viaggio e residenza molto più rigido, richiedendo che tutti i cittadini fossero registrati e che rimanessero nei propri rispettivi han (feudi) a meno di possedere permessi ufficiali di viaggio. Ciò assicurò ordine e controllo in un periodo caratterizzato da banditi che ancora rastrellavano le campagne giapponesi e in cui la pace era una situazione ancora nuova. Le rilevazioni sul territorio gettarono poi le basi per un sistema pratico di tassazione.
Nel 1590 la costruzione del castello di Osaka commissionata da Hideyoshi fu completa, dando vita alla più grande e formidabile fortezza in tutto il Giappone, allo scopo di proteggere il fronte occidentale di Kyōto. Abolì nello stesso anno la schiavitù in Giappone, mantenendo le forme di contratto e lavoro contrattuale già esistenti e i lavori forzati previsti dal codice penale dell'epoca.
Hideyoshi influì anche sulla cultura del Giappone. Investì tempo e denaro nella cerimonia giapponese del tè collezionando attrezzi, pubblicizzando e investendo su appositi eventi sociali e acclamati maestri. Con il crescente interesse da parte della nobiltà nella cerimonia del tè aumentò anche, di conseguenza, la richiesta su attrezzi e oggettistica in ceramica e, durante le campagne in Corea, non solo vi furono enormi quantità di pregiate e costose ceramiche prontamente confiscate, ma diversi maestri artigiani coreani specializzati vennero forzati a trasferirsi e prestare manodopera in Giappone.
Ammaliato poi dallo splendente "Padiglione Dorato" a Kyōto, fece costruire lo Chashitsu d'oro, una stanza del tè portatile platinata in oro e con sezioni all'interno di colore rosso intenso. Applicando la portabilità alle stanze del tè fu così in grado di praticare la cerimonia ovunque lui andasse, rendendo immediatamente palese il suo grado di potere e levatura sociale al suo arrivo.
A livello politico riuscì a stabilire equilibri di potere fra i daimyō più influenti, includendoli poi in un consiglio di governo.
Poco prima di morire Hideyoshi aveva sperato di istituire un sistema stabile a sufficienza da perdurare fino a che suo figlio, una volta cresciuto, potesse prendere il suo posto al potere. A tale scopo venne fondato il Consiglio dei Cinque Reggenti (五大老, go-tairō). Dopo la dipartita di Maeda Toshiie, tuttavia, Tokugawa Ieyasu cominciò ad assicurarsi alleanze, anche per mezzo di matrimoni politici (che Hideyoshi aveva proibito). Conseguentemente le forze che un tempo supportavano Hideyoshi combatterono contro Tokugawa Ieyasu nella battaglia di Sekigahara venendo, però, sconfitte e garantendogli così il titolo di Seji-Tai Shōgun due anni più tardi.
Toyotomi Hideyoshi è commemorato mediante gli svariati Santuari di Toyokuni sparsi per il Giappone.
Ieyasu lasciò inalterati la maggior parte dei decreti di Hideyoshi e su di essi basò il suo shogunato. Così la sua eredità culturale fu preservata. In una lettera a sua moglie Hideyoshi scrisse:

## Nomi
A causa delle sue origini Hideyoshi non possedeva alcun nome di famiglia fino all'ottenimento del prestigioso titolo di Kampaku. Ebbe, tuttavia, diversi nomi durante la sua vita. Nacque col nome di Hiyoshi-Maru (日吉丸). A seguito del suo Genpuku (una cerimonia che segnava la transizione all'età adulta) assunse il nome di Kinoshita Tōkichirō (木下 藤吉郎). Ottenne poi il cognome Hashiba e il nome onorario di Chikuzen no Kami; di conseguenza la stesura del suo nome diventò Hashiba Chikuzen no Kami Hideyoshi (羽柴筑前守秀吉). Mantenne il cognome Hashiba anche una volta ottenuto il nuovo Uji o sei (氏 oppure 姓, nome del clan) dall'imperatore.
l'Uji Toyotomi fu garantito in contemporanea anche ad un alcuni alleati scelti da Hideyoshi, che adottarono il nuovo Uji di Toyotomi no Ason (豐臣朝臣 / 豊臣朝臣 ossia cortigiano del clan Toyotomi).
Il suo nome completo era quindi, nei documenti ufficiali, Hashiba Tōkichirō Toyotomi No Ason Hideyoshi (羽柴藤吉郎豐臣朝臣秀吉).
Le fonti cattoliche del tempo si riferiscono a lui come "Cuambacondono" (dall'unione distorta di kampaku e del suffisso onorifico -dono) e "imperatore Taicosama" (dall'unione della parola taikō, kampaku ritirato, e il suffisso onorifico -sama).
Toyotomi Hideyoshi fu soprannominato Kozaru, ovvero piccola scimmia, dal suo signore Oda Nobunaga a causa dei tratti del suo viso e del suo corpo snello, che richiamavano l'aspetto di una scimmia.

## Toyotomi Hideyoshi nella cultura popolare

### Letteratura
- Hideyoshi viene raffigurato nella serie di romanzi "Taiko Ki" di Eiji Yoshikawa.
- Nella serie di romanzi "The 39 Clues"  Toyotomi Hideyoshi è un membro del ramo Tomas della famiglia Cahill, ed è il figlio di Thomas Cahill.

### Film
- Hideyoshi appare nel film "Taikôki" prodotto dalla Nikkatsu Kyoto nel 1922.
- Hideyoshi appare nel film "Fukurō no Shiro" (Il Castello dei Gufi) del 1963 con Ryūtarō Ōtomo nel ruolo di un ninja Iga assoldato per assassinare Toyotomi Hideyoshi.
- Hideyoshi appare nella famosa serie TV "Shinobi no Mono", andata in onda dal 1962 al 1967.
- Hideyoshi viene interpretato da Asao Koike in "Shogun's Ninja" (1980). Hideyoshi, nel film, viene invia il personaggio Shiranui Shōgen da un clan ninja di Iga in cerca del tesoro nascosto del clan Momochi.
- Nel film fantasy "Goemon" (2009) Hideyoshi, interpretato da Eiji Okuda come un crudele signore della guerra.
- Hideyoshi appare nel film televisivo "Oda Nobunaga" del 1922.
- Nel 1949 il film agiografico messicano "San Felipe de Jesùs", Luis Aceves Castañeda interpreta un personaggio che corrisponde a Hideyoshi ma chiamato "Imperatore Iroyoshi Taikosama".
- Hideyoshi viene interpretato da Takeshi Kitano nel film del 2023 Kubi, sull'incidente di Honnō-ji.

### Serie TV
- Hideyoshi è interpretato da Ichiro Ogura nel film del 1979 "Sanada Yukimura no Bōryaku".
- Hideyoshi appare nella serie TV "Toyotomi Hideyoshi tenka wo toru!" del 1995.
- Nella serie "Dokuganryū Masamune" (1987) Hideyoshi è interpretato da Shintarō Katsu.
- Nella serie televisiva "L'immortale Ammiraglio Yi Sun-Sin", in onda su KBS1 dal 2004 al 2005, Hideyoshi viene interpretato da Lee Hyo-Jung.
- Nella miniserie televisiva Shogun (2024), il personaggio del Taiko è ispirato a Toyotomi Hideyoshi, ed è interpretato da Fumiyo Kohinata.

### Videogiochi
- In "Onimusha", serie di videogiochi action-adventure pubblicata da Capcom, Hideyoshi è uno dei principali antagonisti. Similmente alla sua vera storia, la controparte videoludica fa delle piccole comparse come nei primi tre giochi come servitore di Oda Nobunaga, per poi diventare l'antagonista principale e sovrano del Giappone nel quarto capitolo.
- In "Nioh" Hideyoshi, pur non comparendo, viene citato e descritto come tiranno responsabile di diverse atrocità. Compare invece suo figlio Toyotomi Hideyori. Con "Nioh 2" (spoiler di seguito), prequel del primo, viene poi raccontata la nascita di Hideyoshi, rappresentato nel gioco inizialmente come Kinoshita Tōkichirō, rivelando essere un'identità condivisa tra il protagonista Hide e il mercante Tōkichirō. Quest'ultimo poi, posseduto dallo yōkai Kashin Kōji, finisce per commettere gravi crimini e si separa dal protagonista usurpando per sé il nome "Hideyoshi" e diventando uno degli antagonisti principali.
- Nella serie videoludica "Samurai Warriors" Hideyoshi è un personaggio giocabile armato di San Jie Gun. La sua storia va dal servizio per Oda Nobunaga alla conquista di Odawara. In Samurai Warriors 5 è invece armato di Naginata e ha più missioni nella campagna contro il clan Mōri sotto il servizio di Nobunaga. In Samurai Warriors: Katana Hideyoshi appare invece per dare consigli al giocatore.
- Nella serie videoludica "Sengoku Basara" Hideyoshi viene descritto come un guerriero forte e brutale che ha ucciso sua moglie per rafforzare il suo cuore, e fonda poi un esercito di coscritti e forze di leva.

### Manga e anime
- "Hyouge Mono" (へうげもの, letteralmente "Compagno Scherzoso") è un manga giapponese scritto e illustrato da Yoshihiro Yamada. Viene adattato nel 2011 in una serie anime e include una rappresentazione della vita di Toyotomi Hideyoshi.
- Nella serie anime "Sengoku Basara" Hideyoshi viene descritto come un guerriero forte e brutale che ha ucciso sua moglie per rafforzare il suo cuore, e fonda poi un esercito di coscritti e forze di leva.
- Nella serie anime su Netflix "Great Pretender" (2020) Laurent Thierry, uno dei protagonisti della serie, fa molte volte riferimento alla figura di Toyotomi Hideyoshi.
- Kinoshita Toukichirou (木下きのした 藤吉郎とうきちろう, Kinoshita Tōkichirō) è un personaggio introdotto in Inazuma Eleven GO Chrono Stone. Ha assistito ai membri di Shiroshika Gumi che si sono infortunati a Tasuke, quindi è intervenuto. Più tardi, ha avuto un colloquio con Shindou Takuto, dove ha detto che voleva essere come Oda Nobunaga.

### Documentari
- Nella serie di documentari su Netflix "Age of Samurai: Battle for Japan" (2021) Hideyoshi è interpretato da Masami Kosakae, e i documentari raccontano la sua vita e ascesa al potere.

## Onorificenze
- Primo Grado Senior (18 agosto 1915; postumo).